# Репс, Майлис
Майлис Репс (эст. Mailis Reps, до замужества — Ранд, Rand, род. 13 января 1975, Таллин, Эстонская ССР) — эстонский политический и государственный деятель. Депутат Рийгикогу от Центристской партии. В прошлом — министр образования и науки Эстонии (2002—2003, 2005—2007, 2016—2020).

## Биография
Родилась 13 января 1975 года в Таллине.
С 1993 по 1998 изучала право в Академии «Норд», имеет две степени магистра: Центрально-Европейского университета в области права и Маастрихтского университета в области общественных отношений.
В 2001 году стала докторантом в области европейского и международного права университета Упсала.
Кандидат в президенты Эстонии на выборах 2016 года. Считается оппозиционным политиком, выступает за добрососедские отношения с Россией.
17 ноября 2020 года таблоид Õhtuleht сообщил, что министр Репс использует предоставленного ей водителя для перевоза своих детей в школу и детский сад в рабочее время водителя. После этого Репс подала в отставку, которую президент Керсти Кальюлайд приняла 21 ноября 2020 года.
19 июля 2021 года Õhtuleht также сообщил о том, что частный праздник по поводу 45-летия Репс, проходящий в элитном ресторане Кадриорга, был оплачен министерством.

## Личная жизнь
Разведена. Бывший муж — латвиец Агрис Репс (латыш. Agris Repšs), рижский адвокат. Девять детей: Ричард (род. 2004), Элихабет (род. 2006), Карл Роберт (род. 2007), Хенри Роджер (род. 2011), Фредерик (род. 2014), Шарлотта (род. 2017), близнецы Густав и Уильям (род. 2023), сын — имя ещё неизвестно (род. 23 декабря 2024).

## Награды
- Великий офицер ордена Трёх звёзд (2005, Латвия)[12].
- Большой золотой почётный знак на ленте «За заслуги перед Австрийской Республикой» (2007, Австрия)[13].
- Медаль Балтийской ассамблеи (2011)[14].